# ГЕС Біггорн
ГЕС Біггорн (англ. Bighorn Dam) – гідроелектростанція у канадській провінції Саскачеван. Використовує ресурс із річки Північний Саскачеван, правої твірної Саскачевану, який є однією з основних приток озера Вінніпег (річкою Нельсон дренується до Гудзонової затоки).
В районі станції річку перекрили кам’яно-накидною/земляною греблею висотою 94 метри, яка утворила найбільшу водойму Альберти – озеро Абрагам. Цей витягнутий по долині Північного Саскачевану на 33 км резервуар має площу поверхні 53,7 км2, об’єм 1340 млн м3 та коливання рівня у діапазоні 40 метрів.
Пригреблевий машинний зал обладнаний двома турбінами потужністю по 60 МВт, які при напорі 91 метр забезпечують виробництво 408 млн кВт-год електроенергії на рік.
Відпрацьована вода прямує далі по сточищу до ГЕС Ніпавін, котра є першою після злиття витоків Саскачевану.